# Age of Mythology: Retold
Age of Mythology: Retold — компьютерная игра в жанре стратегии в реальном времени, которую разработали компании World's Edge и Forgotten Empires и издала Xbox Game Studios. Это ремастированная версия игры Age of Mythology (2002), разработанной компанией Ensemble Studios. Об игре впервые было объявлено 25 октября 2022 года. Выпуск Retold для Windows и Xbox Series X/S состоялся 4 сентября 2024 года.

## Игровой процесс

Вид сверху на город атлантов

Age of Mythology: Retold сочетает в себе элементы оригинальной игры с современным дизайном и визуальным оформлением стратегии в реальном времени. Ремастер построен с использованием версии движка Bang Engine для Age of Empires III: Definitive Edition, все юниты и анимации из оригинальной игры были полностью переработаны. Саундтрек стал новой, полностью симфонической версией, с многочисленными изменениями и модернизациями, а также с дополнительными возможностями для игроков.
Игроки могут выбирать мифических богов из древнегреческого, скандинавского, египетского и атлантийского пантеонов, используя их силы для призыва могущественных существ и накладывания заклинаний на своих врагов. В игре есть кампания из 50-ти миссий, которая проведёт игроков через различные мифические миры, включая такие места, как Троя, Мидгард и Египет. Примечательно, что в описании Retold говорится только о древнегреческой, египетской, скандинавской и атлантийской культурах, но исключается контент из расширения Tale of the Dragon, в отличие от Definitive-изданий Age of Empires I, II и III, которые включали в себя весь ранее выпущенный официальный контент при выходе. Однако китайский пантеон (DLC Immortal Pillars) — наряду с ещё одним, пока не уточнённым — был подтверждён в качестве пост-релизного контента для игры. Игроки смогут командовать юнитами, вдохновлёнными мифологиями мира, такими как кентавры, тролли, мумии и одноглазые циклопы.
Способности мифических юнитов могут активироваться игроками по желанию, а не автоматически. Заряженную способность юнита также можно настроить на автоматическое срабатывание, как и в оригинальной игре. Предел благодати, равный 100, изменён или убран. Божественные силы теперь многоразовые, с кулдаунами, а повторное использование некоторых самых мощных божественных сил, например Сына Осириса, стоит благодати. Новая Чудесная эпоха (англ. Wonder Age) вводит более дешёвое использование сил богов, хотя её связь с текущей Эпохой титанов (англ. Titan Age) не прояснена. Добавлена функция автоэкономии с помощью таких систем, как приоритет поселенцев (англ. Villager Priority). Основания для мест падения ресурсов можно выбрать на командной панели ресурса, и когда они будут размещены, к ним автоматически будет направлен незанятый поселенец, находящийся поблизости. Лимит населения увеличен, а в игре появилась трассировка лучей. Кнопки горячих клавиш отображаются на иконках в командной панели, а броня, время перезарядки и множители атаки отображаются рядом с другими атрибутами юнитов/зданий в информационной панели. В редакторе сценариев есть опция текстового фильтра для более быстрого поиска объектов, а все модернизированные мифические юниты имеют уникальные визуальные эффекты. Кроме того, игра уведомляет игрока о приближении к пределу вместимости пространства для населения.

## Сюжет
Игроки попадают в мир, где сосуществуют и борются за господство древние мифологические пантеоны из разных культур. Греки, скандинавы, египтяне и атланты — все они втянуты в борьбу c использованием своих божественных сил в войне. Повествование игры сосредоточено вокруг этого конфликта, и каждая цивилизация привносит на поле боя свои мифы и легендарных существ. Игроки выбирают пантеон и ведут своих богов и героев к победе, определяя судьбу мира каждым своим решением.

## Разработка
Age of Mythology: Retold совместно разрабатывается компаниями World's Edge, Forgotten Empires, Tantalus Media, CaptureAge и Virtuos. Впервые игра была анонсирована 25 октября 2022 года. World’s Edge объявила дату выхода игры 9 июня 2024 года на мероприятии Xbox Summer Showcase. Выход игры для Windows и Xbox Series X/S состоялся 4 сентября 2024 года. Игра стремится объединить элементы оригинала с современным дизайном и визуальным оформлением, обеспечивая впечатления как для старых поклонников, так и для новых игроков. Разработчики улучшают Definitive-издания предыдущих игр серии Age of Empires для того, чтобы создать такую игру, какую представляли себе игроки. В частности, в игру добавлена трассировка лучей, увеличен лимит населения и встроен движок для обработки спецэффектов.
Покупатели премиум-издания могли с 12 по 14 июля 2024 года поиграть в бета-версию игры, включающую богов греческой, египетской и скандинавской цивилизаций в режиме схватки и мультиплеера, а также различные сценарии из кампании «Падение трезубца» (англ. The Fall of the Trident) .

## Отзывы
| Сводный рейтинг       | Сводный рейтинг           |
| Агрегатор             | Оценка                    |
| --------------------- | ------------------------- |
| Metacritic            | (PC) 84/100 (XSXS) 79/100 |
| OpenCritic            | 85%                       |
| Иноязычные издания    |                           |
| Издание               | Оценка                    |
| Hardcore Gamer        | 3.5/5                     |
| PCGamesN              | 8/10                      |
| PC Gamer (US)         | 75/100                    |
| Shacknews             | 7/10                      |
| Русскоязычные издания |                           |
| Издание               | Оценка                    |
| StopGame.ru           | Изумительно               |

По данным агрегатора рецензий Metacritic Age of Mythology: Retold получила «в целом благоприятные оценки» на основании 28 отзывов критиков для ПК и 7 отзывов критиков для Xbox Series X. По данным OpenCritic, 85 % из 34 отзывов критиков рекомендуют игру.
Издание PCGamesN похвалило улучшенный пользовательский интерфейс, назвав его более ярким и чётким, а также более удобным для пользователя. Критика была направлена на обновлённые визуальные эффекты: некоторые игроки могут посчитать, что новому детализированному арту не хватает шарма оригинала, и он кажется слишком заурядным.
Специалисты из издания Windows Central положительно отозвались об улучшенном визуальном оформлении и точном воспроизведении звукового сопровождения и саундтрека. Они также отметили улучшения в игровом процессе и широкий спектр доступных опций. Некоторые нарекания вызвали проблемы с поиском пути и несколько багов и глитчей.
На мероприятии Gamescom Awards 2024 игра получила номинацию «Лучшая игра для Microsoft Xbox» (англ. Best Microsoft Xbox Game).

### Комментарии
1. ↑  Дополнительную разработку осуществляли Tantalus Media[англ.], CaptureAge и Virtuos.